# Jelen előtti évek
A jelen előtti évek (angolul Before Present, BP) egy időskála, amit főként a régészetben, geológiában és más tudományágakban is használnak múltbeli  események dátumának meghatározására. A BP azt adja meg, hogy a szénizotópos kormeghatározás kezdete-elindulása előtt (1950-es évek) hány évvel  következett be az adott esemény. Mivel a „jelen év" változik (ezek a sorok például 2022-ben íródnak, most ez a jelen év) az általános gyakorlat az, hogy 1950. január 1. használatos a korskála kezdőpontjaként (epochaként), vagyis a kormeghatározás szempontjából állandóan ez a "jelenlegi év". 
A "BP" rövidítést utólag "Fizika előtt"-nek is értelmezik (angolul Before Physics).  A nukleáris fegyverek kísérleti robbantásai ugyanis mesterségesen megváltoztatták a radiokarbonos kormeghatározáshoz használt szénizotópok arányát a légkörben. Ezt a BP utáni évek esetén a kormeghatározáskor figyelembe kell venni.
Egy nem általánosan használt konvenció szerint, sok forrás a BP dátum helyett inkább a RCYBP (angol Radio Carbon Years Before Present) alternatív jelölést használja. Vagyis hangsúlyozza, hogy  a radiokarbonos módszer alapján megállapított évek számáról van szó (amely az előzőekben említett korrekció híján nem pontosan azonos az azóta valóban eltelt évek számával).

## Használata
A BP-skálát néha a radiokarbonos kormeghatározástól eltérő módszerekkel, például rétegtan alapján megállapított dátumokhoz is használják. Ez a használat eltér Van der Plicht és Hogg ajánlásától, amelyet követett a Quaternary Science Reviews. Mindketten azt kérték, hogy a publikációkban inkább az „a” egységet használják („annum”, latinul: „év”), és a „BP” kifejezést inkább a radiokarbonos becslésekhez tartsák fenn. A Koppenhágai Egyetem Jég- és Klímaközpontja a "b2k" jelölést javasolta, ami az i. sz. 2000 előtti éveket jelenti (angolul: before year 2k), a Grönlandi Jégmag 2005 (GICC05) időskála alapján.

## Radiokarbonos kormeghatározás
A radiokarbonos kormeghatározást először 1940-ben alkalmazták. 1954-től a metrológusok 1950-et határozták meg a BP-skála kezdőévének a radiokarbonos kormeghatározáshoz, az oxálsav 1950-es referenciamintája alapján. 
Azért az 1950-es évet választották, mert akkoriban ez volt a standard csillagászati referenciapont. 1949 decemberében tették közzé az első radiokarbonos dátumokat. Ezenkívül 1950 után kezdtek tömegesen légköri kísérleti atomrobbantásokat végrehajtani, ami megváltoztatta a szén-14 (14C) és a szén-12 (12C) izotópok globális arányát, amely a kormeghatározás alapja.

## Radiokarbonos kalibrálás
A radiokarbonos kormeghatározással meghatározott dátumoknak két fajtája van: kalibrálatlan (más néven Libby vagy nyers) és kalibrált (Cambridge-nek is nevezett) dátum. A kalibrálatlan radiokarbonos dátumokat egyértelműen  "kalibrálatlan évek, BP"-nek kell nevezni, mivel ezek nem azonosak a naptári évekkel. Ez azzal függ össze, hogy a légköri radiokarbon (szén-14 vagy 14C) szintje (a fentebb említettek szerint) nem volt pontosan állandó a radiokarbon-keltezhető időszakban. A kalibrálatlan radiokarbonos korok kalibrációs görbék segítségével írhatók át naptári dátumokká. Ezek a minták nyers radiokarbonos dátumainak és más, független módszerekkel, például dendrokronológiával (datálás a fák növekedési gyűrűi alapján) és stratigraphiával (datálás az üledékrétegek sárban vagy üledékes kőzetben található rétegei alapján) megállapított értékek összehasonlításán alapulnak. Az ilyen kalibrált dátumokat "cal BP"-vel jelölik kifejezve, ahol a „cal” az 1950-ig eltelt „kalibrált éveket” vagy „naptári éveket” jelöli.
Számos tudományos szakfolyóirat megköveteli, hogy a közzétett kalibrált eredmények mellett tüntessék fel a datálást végző laboratórium nevét, az általa használt szabvány kódját és más információkat, például megbízhatósági szinteket. Ez azért szükséges, mert a különböző laboratóriumok által használt módszerek különbözhetnek, illetve idővel a kalibrációs módszerek is fejlődnek (változnak).

## Fordítás
Ez a szócikk részben vagy egészben  a   Before Present című angol Wikipédia-szócikk ezen változatának fordításán alapul.  Az eredeti cikk szerkesztőit annak laptörténete sorolja fel. Ez a jelzés csupán a megfogalmazás eredetét és a szerzői jogokat jelzi, nem szolgál a cikkben szereplő információk forrásmegjelöléseként.

## Kapcsolódó oldalak
- Antropocén